# قنبرة دن

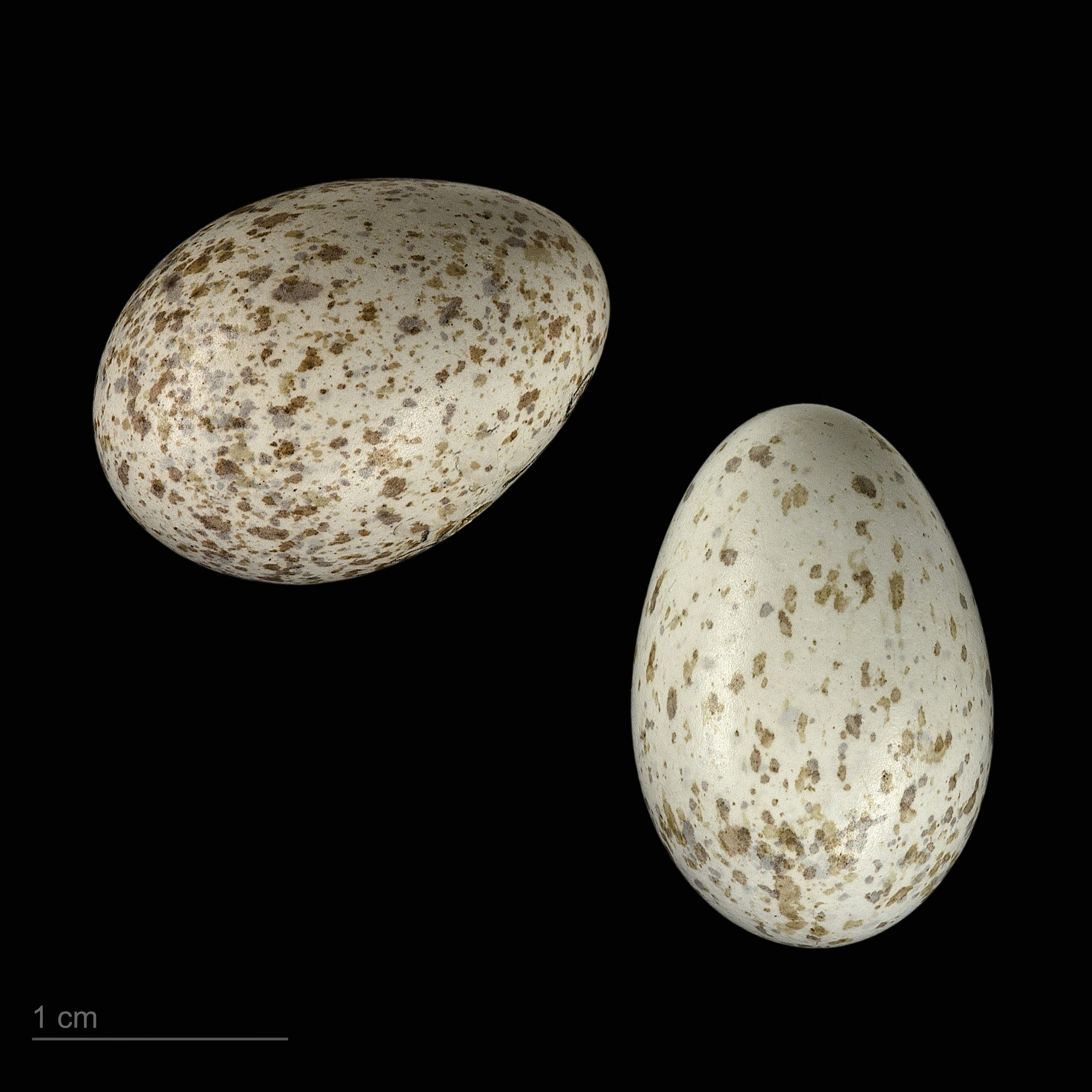
Eremalauda dunni

قنبرة دان (الاسم العلمي: Eremalauda  dunni) (بالإنجليزية: Dunns  Lark)‏ هو طائر ينتمي إلى قبرة (فصيلة: Alaudidae).